# Marek Hrbas
Marek Hrbas (* 4. březen 1993, Klatovy) je český profesionální lední hokejista. Nastupuje na pozici obránce. Aktuálně působí od července 2024 v klubu HC Frýdek-Místek  (Maxa liga) na farmě  HC Oceláři Třinec, který hraje ELH.

## Kariéra
Svou hokejovou kariéru odstartoval v Plzni, za kterou válel už od žáčků. Za Plzeň si zahrál i juniorskou extraligu. V sezoně 2009-10 odehrál za plzeňskou juniorku pouze dva zápasy a následně v šestnácti letech odcestoval za oceán splnit si velký sen o NHL. Přestoupil do týmu Fargo Force, který hraje USHL, což je jedna z nejvyšších juniorských lig v Severní Americe. Odehrál za ně 53 zápasů a nevedl si špatně. Po sezoně přišel na řadu očekávaný draft CHL - draft juniorských týmu. Marek byl na něm vybrán z celkového 4. místa. Vybrali si ho Edmonton Oil Kings. Za ně tedy odehrál celou následující sezonu ve WHL, ale se svým výkonem v této sezoně byl hrubě nespokojen a podle předpokladů se mu vyhnul i následující draft do NHL. Na sezonu 2011-12 se přesunul do jiného klubu hrajícího WHL, odešel do Kamloops Blazers a odehrál za ně dvě celé sezony. Před sezonou 2013-14 přišel v rámci velké obměny kádru do Sparty Praha. A byla to jeho vůbec první zkušenost se seniorským hokejem. Také působil na střídavém hostování v Litoměřicích, aby se rozehrál a udržel v zápasovém tempu. Ke svému prvnímu zápasu v ELH nastoupil doma 13.9. 2013 v prvním kole sezony proti Hradci Králové. A svůj první gól v extralize vstřelil 1.12. 2013 proti Pardubicím. Sezonu 2014-15 odstartoval ve Spartě. V základní sestavě ovšem neměl pevné místo, a tak odehrál několik zápasů i za prvoligové Litoměřice. V prosinci šel na měsíční hostování do Vítkovic, kde se jeho herní vytížení oproti Spartě výrazně zvedlo. Do extraligového play-off nezasáhl, místo toho ve dvou zápasech play-off vypomohl Litoměřicím. 21.10.2016 přestupuje do týmu HC Vítkovice Ridera.

## Reprezentace
Zatím byl členem pouze juniorských reprezentačních výběrů. Zápasy odehrál za výběry U16, U17, U18 a U20. Zúčastnil se také několika juniorských světových šampionátů. V sezoně 2009-10 byl na WHC-17, což je největší mezinárodní hokejový turnaj pro hráče mladší sedmnácti let, oceněn cenou pro obránce, který na turnaji získal nejvíce bodů. V roce 2011 byl kapitánem českého národního týmu na MS U18. A zúčastnil se i dvou juniorských šampionátů pro hráče v kategorii U20. Naposledy za mládežnickou reprezentaci nastoupil v sezoně 2013-14, kdy odehrál dva zápasy za výběr U20.

## Individuální úspěchy
- nejproduktivnější obránce WHC U17 2009-10

## Hráčská kariéra
- 2006-2007 HC Lasselsberger Plzeň - dor. (E)
- 2007-2008 HC Lasselsberger Plzeň - dor. (E)
- 2008-2009 HC Lasselsberger Plzeň - jun. (E)
- 2009-2010 HC Plzeň 1929 - jun. (E), Fargo Force (USHL)
- 2010-2011 Edmonton Oil Kings (WHL)
- 2011-2012 Kamloops Blazers (WHL)
- 2012-2013 Kamloops Blazers (WHL)
- 2013-2014 HC Sparta Praha (E), HC Stadion Litoměřice (1. liga)
- 2014-2015 HC Sparta Praha (E)
- 2015-2016 HC Sparta Praha (E)
- 2016-2017 HC Sparta Praha, HC Vítkovice Ridera (E)
- 2017-2018 HC Vítkovice Ridera (E)
- 2018-2019 HC Vítkovice Ridera (E), Amur Chabarovsk
- 2019-2020 BK Mladá Boleslav (E)
- 2020-2021 BK Mladá Boleslav (E)
- 2021-2022 HC Verva Litvínov (E)
- 2022-2023 HC Kometa Brno (E)
- 2023-2024 PSG Berani Zlín
- 2024/2025 HC Oceláři Třinec ELH
- 2025/2026 HC Oceláři Třinec ELH